# Großpertholz und Reichenau

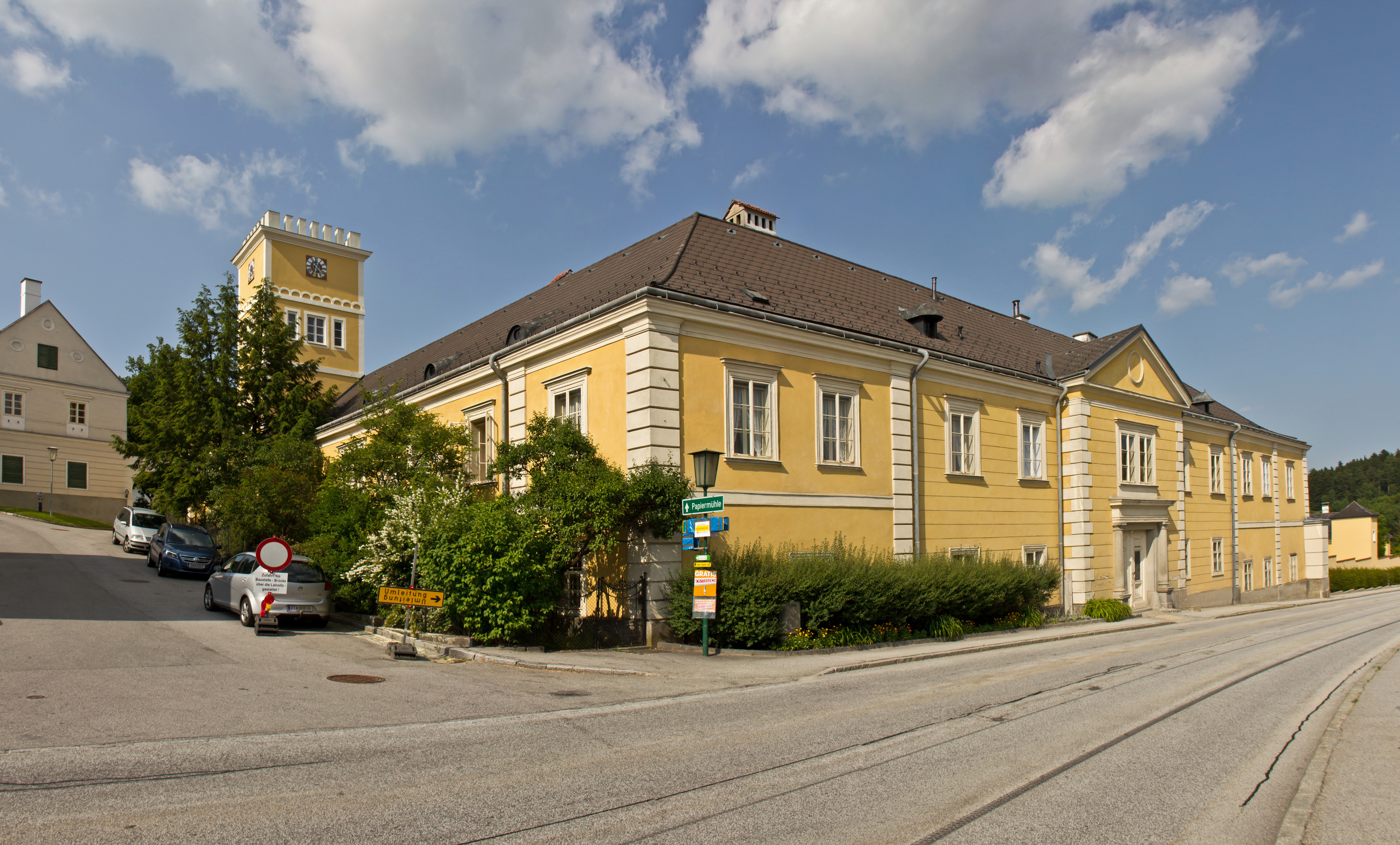
Schloss Großpertholz, Sitz der Verwaltung (2013)

Die Herrschaft Großpertholz und Reichenau war eine Grundherrschaft im Viertel ober dem Manhartsberg im Erzherzogtum Österreich unter der Enns, dem heutigen Niederösterreich.

## Ausdehnung
Die Herrschaft, die weiters aus der Herrschaft Kehrbach und den Ämtern Hypolz und Konradschlag bestand, umfasste zuletzt die Ortsobrigkeit über Angelbach, Bruderndorf, Bruderndörfer Waldhäuser, Eggreß, Fraberg, Frauendorf, Großpertholz samt Dröscher, Häuslern, Harruck, Hypolz, Karlstift samt Stadlberg und Gugu, Konradschlag, Kasbach, Kehrbach, Kleinpertholz, Kogschlag, Lamberg, Langschlag, Langschläger Waldhäuser, Mitterschlag, Münzbach, Riendlberg, Reichenau und Reichenauer Waldhäuser, Scheiben, Siebenhöf, Steinbach, Streith, Schmerbach, Thail und Weikartschlag. Der Sitz der Verwaltung befand sich im Schloss Großpertholz.

## Geschichte
Der letzte Inhaber die Fideikommiss-Herrschaft war Leopold Reichsfreiherr und Panierherr von Hackelberg-Landau, dessen Vorfahren die Glashütte in Hirschenstein betrieben. Nach den Reformen 1848/1849 wurde die Herrschaft aufgelöst.